# Acronicta korealni
Acronicta korealni là một loài bướm đêm trong họ Noctuidae.